# Distretto di Pampacolca
Il distretto di Pampacolca è uno dei quattordici distretti della provincia di Castilla, in Perù. Si trova nella regione di Arequipa e si estende su una superficie di 205,19 chilometri quadrati.

Ha per capitale la città di Pampacolca e contava 3.683 abitanti al censimento 2005.